# Dolní Olešnice

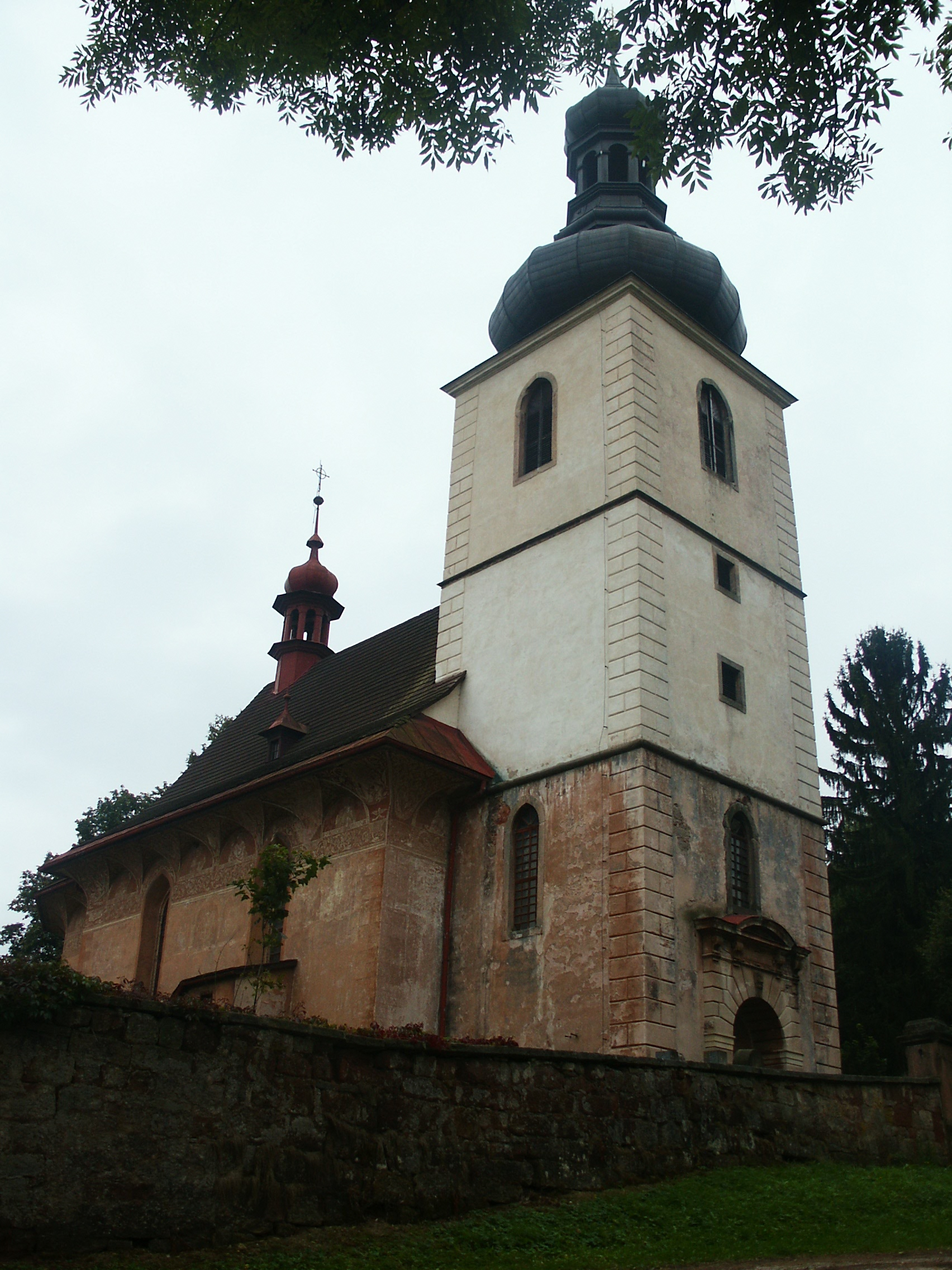
Kirche St. Jakobus

Dolní Olešnice (deutsch Nieder Oels) ist eine Gemeinde in Tschechien. Sie liegt zwei Kilometer südwestlich von Hostinné und gehört zum Okres Trutnov.

## Geographie
Dolní Olešnice befindet sich am Nordrand des Königreichwaldes im Riesengebirgsvorland. Das Dorf erstreckt sich im Tal des Kalenský potok und bildet zusammen mit den sich nordwestlich anschließenden Prostřední Olešnice und Horní Olešnice ein langgestrecktes Waldhufendorf. Östlich erhebt sich die Svatá Kateřina (511 m), im Südosten der Bradlo (519 m), südlich der Pecen (520 m) sowie nordwestlich der Slemenský kopec (448 m).
Nachbarorte sind Dobrá Mysl, Na Poště und Hostinné im Norden, Karlovka im Nordosten, Chotěvice im Osten, Nové Zámky, Vestřev und Horní Debrné im Südosten, Zadní Mostek und Debrné im Süden, Borovnička, Borovnice und Zadní Ždírnice im Südwesten, Prostřední Olešnice im Westen sowie Horní Olešnice und Klášterská Lhota im Nordwesten.

## Geschichte
Die erste Erwähnung der zur Herrschaft Miletín gehörigen provinciam Olesnich erfolgte im Jahre 1241, als Domoslava von Vchynice die Herrschaft mit Zustimmung König Wenzels I. dem Deutschen Ritterorden schenkte. Der Ortsname leitet sich vom Bach Kalenský potok ab, der auch Olešnice genannt wird. Es wird angenommen, dass das Olešnice-Tal Ausgangspunkt der deutschen Kolonisation der Hostinnér Gegend war. Der Berg Bradlo war Standort einer Burg der Deutschordensritter, die um 1325 erloschen ist. Im Jahre 1325 wurde das Dorf als super Olesnycz und 1360 als Olesnycz bezeichnet. Noch im 14. Jahrhundert trat die Kommende das Dorf an die Herrschaft Hostinné ab und 1396 wurde es dann Olessnicz prope Hostina und 1493 zur Ölssen genannt. Seit den Hussitenkriegen wirkten in Olessnicz nichtkatholische Pfarrer. Im 16. Jahrhundert begann die Herausbildung mehrerer Dorfgemeinden im Olešnice-Tal. Die erste Erwähnung von Horní Olešnice erfolgte 1507 als olessniczy horzegssie und 1598 wurde Prostřední Olešnice als Gemein des Dorfes Öls die Mittlere erstmals genannt. Zumeist wurde jedoch das Dorf als ganzes bezeichnet, so 1543 als Hostinske Olessniczy, 1565 als zur Böhmischen Oelse, 1595 als zur Öls, 1638 als Ölss, 1698 als Ahrnawer Ölße, 1743 als Elß sowie 1781 als Langen Elß. Während des Bayerischen Erbfolgekrieges diente die Schule 1778 für sechs Wochen als Hauptquartier des Kaisers Joseph II., während sich das Friedrichs II. einige Kilometer östlich am Kahlenberg (Lysé vrchy) bei Ketzelsdorf (Kocléřov) befand. Eine Besetzung des Katharinaberges vermieden die Preußen, da er im Ruf stand, gänzlich untergraben zu sein. Die nach dem Dreißigjährigen Krieg erloschene Pfarre wurde 1787 wieder eingerichtet. 1794 entstand ein neues Schulhaus. Ab 1800 wurde ein Schulgehilfe angestellt, der im Winter in den entfernteren Orten Ober Oels und Doberney unterrichtete. Im Jahre 1834 bestand das an der Schlesischen Straße gelegene Nieder-Oels / Wolessnice dolenj aus 94 Häusern, darunter einer Mühle, und hatte 573 Einwohner. Das Dorf war Pfarrort für Ober-, Mittel- und Nieder-Oels, Neuschloß, Neustädtel und Döberney. Ober-, Mittel- und Nieder-Oels wurden, obwohl sie eigene Dorfgemeinden bildeten, zumeist als ein Dorf Langen-Oels bzw. Oels bei Arnau betrachtet. Bis zur Mitte des 19. Jahrhunderts blieb Nieder-Oels immer der Herrschaft Arnau untertänig.
Nach der Aufhebung der Patrimonialherrschaften bildete Nieder Oels/Dolní Olešnice mit den Ortsteilen Neuschloß/Nové Zámky und Neustadt/Vestřev ab 1850 eine Gemeinde im Gerichtsbezirk Arnau bzw. im Bezirk Hohenelbe. Das deutschsprachige Dorf lag an der Sprachgrenze – Kalná, Ždírnice und Slemeno waren tschechischsprachig.
Im Jahre 1930 lebten in der Gemeinde 1023 Menschen, 1939 waren es 967 Infolge des Münchner Abkommens wurde Nieder Oels 1938 dem Deutschen Reich angeschlossen und gehörte bis 1945 zum Landkreis Hohenelbe. Nach dem Zweiten Weltkrieg kam der Ort, dessen Einwohnerschaft überwiegend aus Deutschen bestand, zur Tschechoslowakei zurück. Infolge der Vertreibung deutscher Bewohner ging die Einwohnerzahl ab 1946 stark zurück. Nach der Aufhebung des Okres Vrchlabí wurde Dolní Olešnice mit Beginn des Jahres 1961 dem Okres Trutnov zugeordnet. Am 1. Januar 1989 erfolgte die Eingemeindung nach Horní Olešnice, zugleich verloren Vestřev und Nové Zámky ihren Status als Ortsteil. Dolní Olešnice löste sich am 1. September 1990 wieder los und bildet seither eine eigene Gemeinde. Im Oktober 2002 geriet die Bürgermeisterin der Gemeinde nach der Zerstörung von zehn verwilderten Gräbern Sudetendeutscher auf dem Friedhof sowohl in die Kritik von Landsmannschaften als auch des Bezirksamtes Trutnov.

## Ortsgliederung
Für die Gemeinde Dolní Olešnice sind keine Ortsteile ausgewiesen. Die Gemeinde besteht auch den Ansiedlungen Dolní Olešnice I (Nieder Oels 1), Dolní Olešnice II (Nieder Oels 2), Nové Zámky (Neuschloß) und Vestřev (Neustadt). Das Gemeindegebiet untergliedert sich die Katastralbezirke Dolní Olešnice und Vestřev.

## Sehenswürdigkeiten
- Pfarrkirche St. Jakob, der 1559 aus weißem Sandstein errichtete spätgotische Bau wurde 1589 durch den Baumeister Carlo Valmadi erweitert. 1608 erfolgte der Turmanbau und 1629 erfolgte eine erneute Erweiterung. Die Kirche ist als Kulturdenkmal geschützt.[6]
- Barockes Pfarrhaus, erbaut 1787–1790 mit wesentlicher Unterstützung durch Joseph Graf Bolza auf Arnau
- Schloss Nové Zámky, erbaut 1590–1608 im Renaissancestil als Herrschaftssitz und später barock umgestaltet. Es ist von einem Schlosspark umgeben und als Kulturdenkmal geschützt.[6] Nach dem 2011 erfolgten Verkauf an die tschechisch-russische Kapitalgesellschaft Ventus ist der Schlosspark Ventus unzugänglich.[7]
- Ummauerter Friedhof mit Renaissancetor aus dem Jahre 1578
- Statue des hl. Antonius von Padua, geschaffen 1799
- Kalvariensäule aus dem Jahre 1797
- Mehrere Nischenkapellen
- Gezimmerte Häuser mit Sandsteinmauerwerk in Volksbauweise